# Kinh thành Huế
Kinh thành Huế, cố cung Huế hay Thuận Hóa kinh thành (chữ Hán: 順化京城) là một tòa thành ở cố đô Huế, nơi đóng đô của triều đại nhà Nguyễn trong suốt 143 năm từ 1802 đến khi thoái vị vào năm 1945. Hiện nay, Kinh thành Huế là một trong số các di tích thuộc cụm Quần thể di tích Cố đô Huế được UNESCO công nhận là Di sản Văn hoá Thế giới.
Kinh thành Huế được vua Gia Long tiến hành khảo sát từ năm 1803, khởi công xây dựng từ 1805 và hoàn chỉnh vào năm 1832 dưới triều vua Minh Mạng. Hiện nay, Kinh thành Huế thuộc địa phận bốn phường Đông Ba, Tây Lộc, Thuận Hòa, Thuận Lộc của quận Phú Xuân, có ranh giới như sau: phía nam giáp đường Trần Hưng Đạo và đường Lê Duẩn; phía tây giáp đường Lê Duẩn; phía bắc giáp đường Tăng Bạt Hổ; phía đông giáp đường Đào Duy Anh.
Bên trong kinh thành, được giới hạn theo bản đồ thuộc các đường như sau: phía nam là đường Ông Ích Khiêm; phía tây là đường Tôn Thất Thiệp; phía bắc là đường Lương Ngọc Quyến và phía đông là đường Xuân 68.

## Lịch sử

Kinh thành Huế thế kỷ 19

Từ thời các chúa Nguyễn, Huế (tên khi đó là Phú Xuân) đã từng được chọn làm thủ phủ xứ Đàng Trong: năm 1635-1687 Nguyễn Phúc Lan, Nguyễn Phúc Tần dựng phủ ở Kim Long; đến thời Nguyễn Phúc Thái, Nguyễn Phúc Khoát đã dời phủ về Phú Xuân trong những năm 1687-1712; 1739-1774. Đến thời Tây Sơn, Huế vẫn được vua Quang Trung chọn làm thành kinh đô cho vương quốc của ông. Năm 1802, khi Nguyễn Phúc Ánh lên ngôi hoàng đế, mở đầu nhà Nguyễn kéo dài 143 năm, một lần nữa lại chọn Huế làm nơi đóng đô.
Việc chọn Phú Xuân làm kinh đô bộc lộ ba điểm yếu quan trọng:
- Thứ nhất là khung cảnh tự nhiên chật hẹp và vị trí địa lý bị cô lập. Huế nằm ở trung tâm của một dải đồng bằng nhỏ hẹp và ít dân, rất khó để huy động một nguồn lực lớn để phản ứng với tình thế khẩn cấp ở nơi khác. Nơi này lệ thuộc về lương thực, thuế khóa của các vùng khác, minh chứng là khi Tây Sơn chiếm được Quy Nhơn và cắt đôi Đàng Trong, Huế đã rơi vào cuộc khủng hoảng lương thực và không thể cố thủ được.
- Thứ hai, Huế nằm ở xa cả 2 trung tâm kinh tế, quân sự của Việt Nam là đồng bằng sông Hồng và đồng bằng sông Cửu Long. Riêng việc vận tải lúa gạo, lương thực, quân lính, tiền đúc... hàng năm giữa Gia Định - Huế - Hà Nội đã là một gánh nặng khổng lồ so với nhân lực thời bấy giờ.
- Thứ ba, Huế không phải là nơi có thể phòng thủ tốt. Nơi đây không thể phòng thủ nếu như cửa Thuận An bị hải quân địch cô lập (như Pháp sẽ làm vào năm 1883).

Một số vua triều Nguyễn cũng có ý thức phần nào về sự bất lợi của việc định đô ở Huế, tuy nhiên triều đình không có lựa chọn nào khác tối ưu hơn, bởi Phú Xuân từng làm kinh đô của các chúa Nguyễn, trong khi dân chúng phía Bắc khi đó nhiều người còn thương tiếc triều Lê và phản đối nhà Nguyễn nên cũng không thể định đô ở Hà Nội (Thăng Long).
Năm 1822, Đại sứ Anh John Crawfurd sang thăm Việt Nam đã nhận xét việc chọn Huế làm nơi đóng đô là không thích hợp. Thậm chí, Crawfurd tin rằng Việt Nam là quốc gia châu Á dễ dàng bị chinh phục bởi châu Âu nhất. Hai vùng Bắc Thành và Gia Định Thành đều nằm cách xa kinh đô, hay có nổi loạn. Các đồn binh và kho vũ khí ở kinh đô đều nằm sát bờ biển, rất dễ bị pháo hạm và quân đổ bộ tập kích. Miền Trung (bao gồm kinh đô Huế) phụ thuộc vào các nguồn cung và lương thực từ miền Bắc và miền Nam theo đường biển, vốn dễ bị hải quân đối phương cắt đứt.
Kinh thành Huế được xây dựng theo kiến trúc Vauban.  Kinh thành Huế có 3 vòng thành lần lượt là Kinh thành, Hoàng thành và Tử Cấm Thành. Ngay sau khi lên ngôi, Gia Long đã tiến hành khảo sát chọn vị trí xây thành mới, cuối cùng ông đã chọn vùng đất rộng bên bờ bắc sông Hương gồm phần đất của các làng Phú Xuân, Vạn Xuân, Diễn Phái, An Vân, An Hoà, An Mỹ, An Bảo, Thế Lại cùng một phần của hai con sông Bạch Yến và Kim Long làm nơi xây thành. Về mặt phong thủy, tiền án của kinh thành là núi Ngự Bình cao hơn 100 mét, đỉnh bằng phẳng, dáng đẹp, cân phân nằm giữa vùng đồng bằng như một bức bình phong thiên nhiên che chắn trước kinh thành. Hai bên là Cồn Hến và Cồn Dã Viên làm tả Thanh Long, hữu Bạch Hổ (rồng xanh bên trái, hổ trắng bên phải) làm thế rồng chầu hổ phục tỏ ý tôn trọng vương quyền. Minh đường thủy tụ là khúc sông Hương rộng, nằm dài giữa hai cồn cong như một cánh cung mang lại sinh khí cho đô thành. Kinh thành Huế được đích thân Gia Long chọn vị trí và cắm mốc, tiến hành khảo sát từ năm 1803, khởi công xây dựng từ 1805 và hoàn chình vào năm 1832 dưới triều vua Minh Mạng. Trong lịch sử Việt Nam thời cận đại, công trình xây dựng Kinh Thành Huế có lẽ là công trình đồ sộ, quy mô nhất với hàng vạn lượt người tham gia thi công, hàng triệu mét khối đất đá, với một khối lượng công việc khổng lồ đào hào, lấp sông, di dân, dời mộ, đắp thành... kéo dài trong suốt 30 năm dưới hai triều vua.
Sau năm 1945, chiến tranh loạn lạc, trong nội thành không ai quản lý, người dân vào sống men theo tường Kinh thành và khu vực Eo Bầu. Lâu dần, nơi đây hình thành cụm dân cư. Người dân nghèo lấn chiếm bề mặt Thượng Thành, Eo Bầu dựng nhà và trồng hoa màu. Hiện có 4.200 hộ dân với khoảng 15000 người dân thuộc 7 phường của thành phố Huế đang sống và canh tác trong khu vực này. Việc người dân lấn chiếm đất Kinh thành dựng nhà trú ngụ trên Thượng Thành, xả rác, nước thải sinh hoạt... đã làm cho nền đất ngày càng lún sâu, nứt hỏng nhiều chỗ.
Năm 2019, Thừa Thiên Huế khởi động Đề án "Di dời dân cư, giải phóng mặt bằng khu vực I hệ thống di tích Kinh thành Huế thuộc Quần thể di tích Cố đô Huế". Đề án thực hiện trong 6 năm, từ năm 2019 đến năm 2025 với kinh phí hơn 4.000 tỷ đồng. Theo đó, người dân sống ở khu vực I di tích Kinh thành Huế đồng ý ra đi vào các khu tái định cư, trả lại không gian xưa cho Di sản Văn hóa Thế giới.

## Mô tả

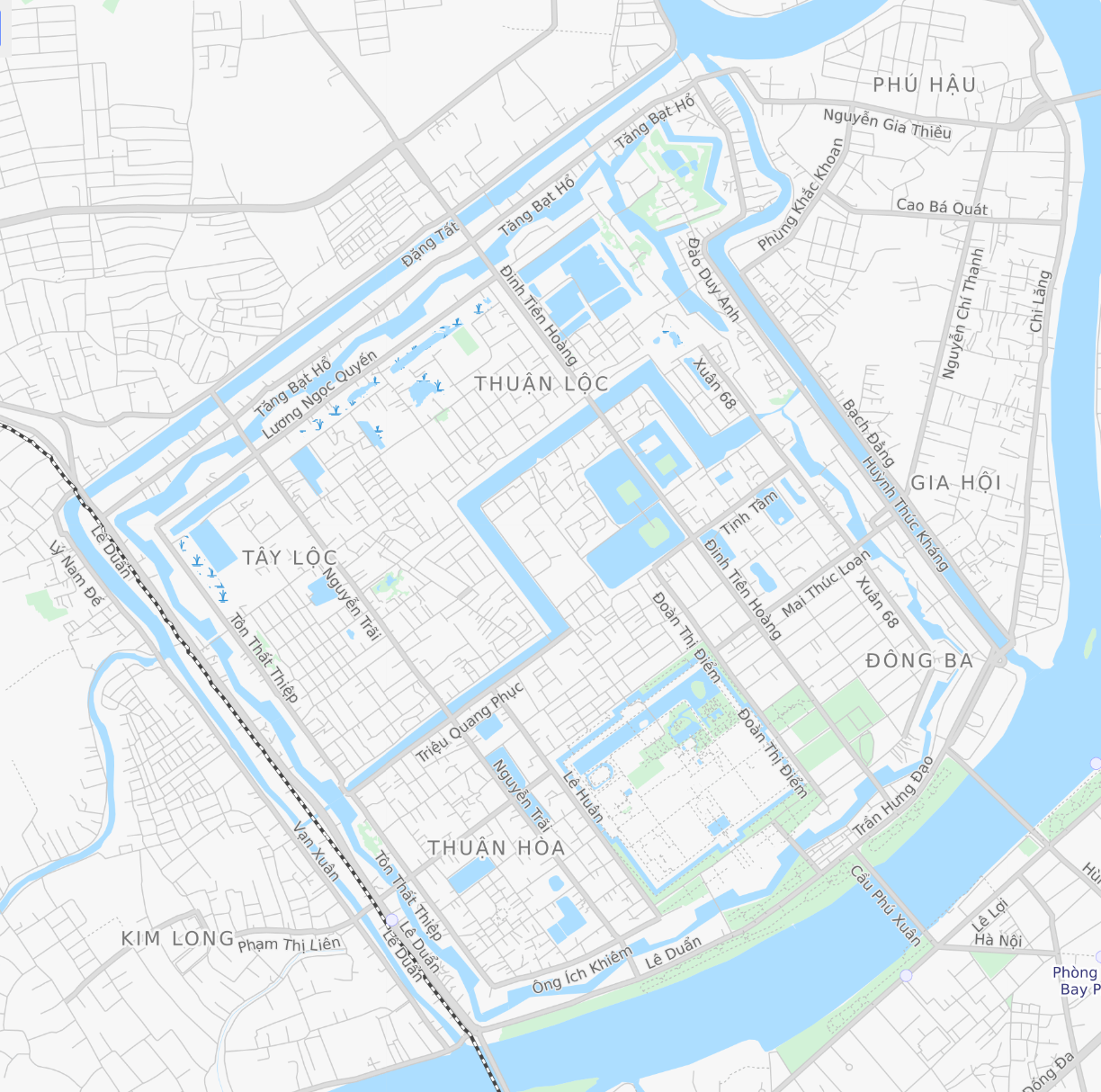
Bản đồ khu vực Kinh thành Huế ngày nay

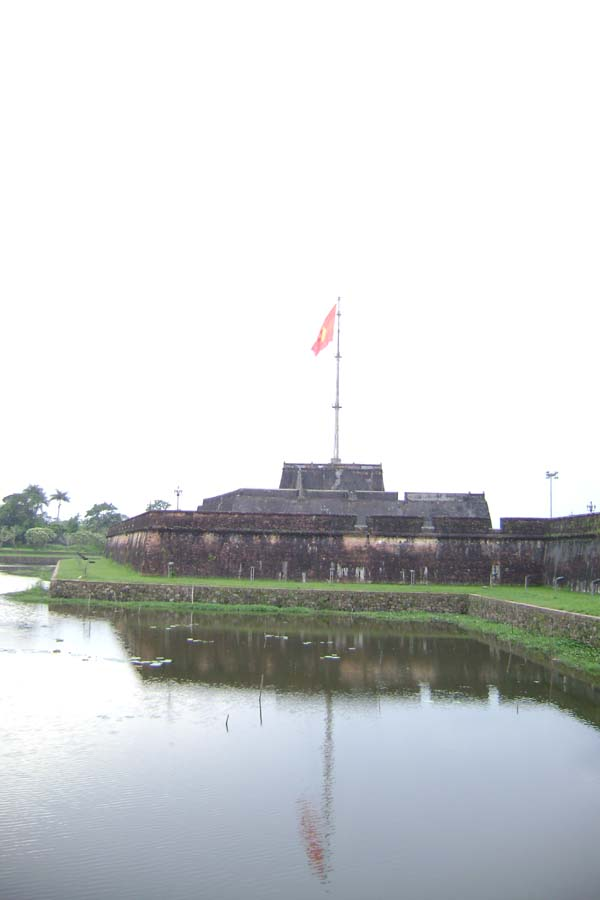
Một đoạn thành Huế và Kỳ Đài

Kinh Thành Huế được quy hoạch bên bờ Bắc sông Hương, xoay mặt về hướng Nam, với diện tích mặt bằng 520 ha. Kinh Thành và mọi công trình kiến trúc của Hoàng Thành, Tử Cấm Thành đều xoay về hướng Nam, hướng mà trong Kinh Dịch đã ghi "Thánh nhân nam diện nhi thính thiên hạ" (ý nói vua quay mặt về hướng Nam để cai trị thiên hạ).
Vòng thành có chu vi gần 10 km, cao 6,6m, dày 21m được xây khúc khuỷu với những pháo đài được bố trí cách đều nhau, kèm theo các pháo nhãn, đại bác, kho đạn; thành ban đầu chỉ đắp bằng đất, mãi đến cuối đời Gia Long mới bắt đầu xây gạch. Bên ngoài vòng thành có một hệ thống hào bao bọc ngay bên ngoài. Riêng hệ thống sông đào (Hộ Thành Hà) vừa mang chức năng bảo vệ vừa có chức năng giao thông đường thủy có chiều dài hơn 7 km (đoạn ở phía Tây là sông Kẻ Vạn, đoạn phía Bắc là sông An Hòa, đoạn phía Đông là sông Đông Ba, riêng đoạn phía Nam dựa vào sông Hương).
Thành có 10 cửa chính  gồm: 
- Cửa Chính Bắc (còn gọi cửa Hậu, nằm ở mặt sau Kinh Thành).
- Cửa Tây-Bắc (còn gọi cửa An Hòa, tên làng ở đây).
- Cửa Chính Tây
- Cửa Tây-Nam (cửa Hữu, bên phải Kinh Thành).
- Cửa Chính Nam (còn gọi cửa Nhà Đồ, do gần đó có Võ Khố - nhà để đồ binh khí, lập thời Gia Long).
- Cửa Quảng Đức.
- Cửa Thể Nhơn (tức cửa Ngăn, do trước đây có tường xây cao ngăn thành con đường dành cho vua ra bến sông).
- Cửa Đông-Nam (còn gọi cửa Thượng Tứ do có Viện Thượng Kỵ và tàu ngựa nằm phía trong cửa).
- Cửa Chính Đông (tức cửa Đông Ba, tên khu vực dân cư ở đây).
- Cửa Đông-Bắc (còn có tên cửa Kẻ Trài)

Ngoài ra kinh thành còn có 1 cửa thông với Trấn Bình đài (thành phụ ở góc Đông Bắc của Kinh Thành, còn gọi là thành Mang Cá), có tên gọi là Trấn Bình Môn. Hai cửa bằng đường thủy thông Kinh Thành với bên ngoài qua hệ thống Ngự Hà là Đông Thành Thủy Quan và Tây Thành Thủy Quan. Chính giữa mặt trước thành có cột cờ, được gọi là Kỳ Đài.
Bên trong Kinh thành, có nhà dân, nhà các quan lại ở và phần quan trọng nhất là Khu vực Hoàng Thành - nơi ở và làm việc của vua và hoàng gia.

### Hoàng thành

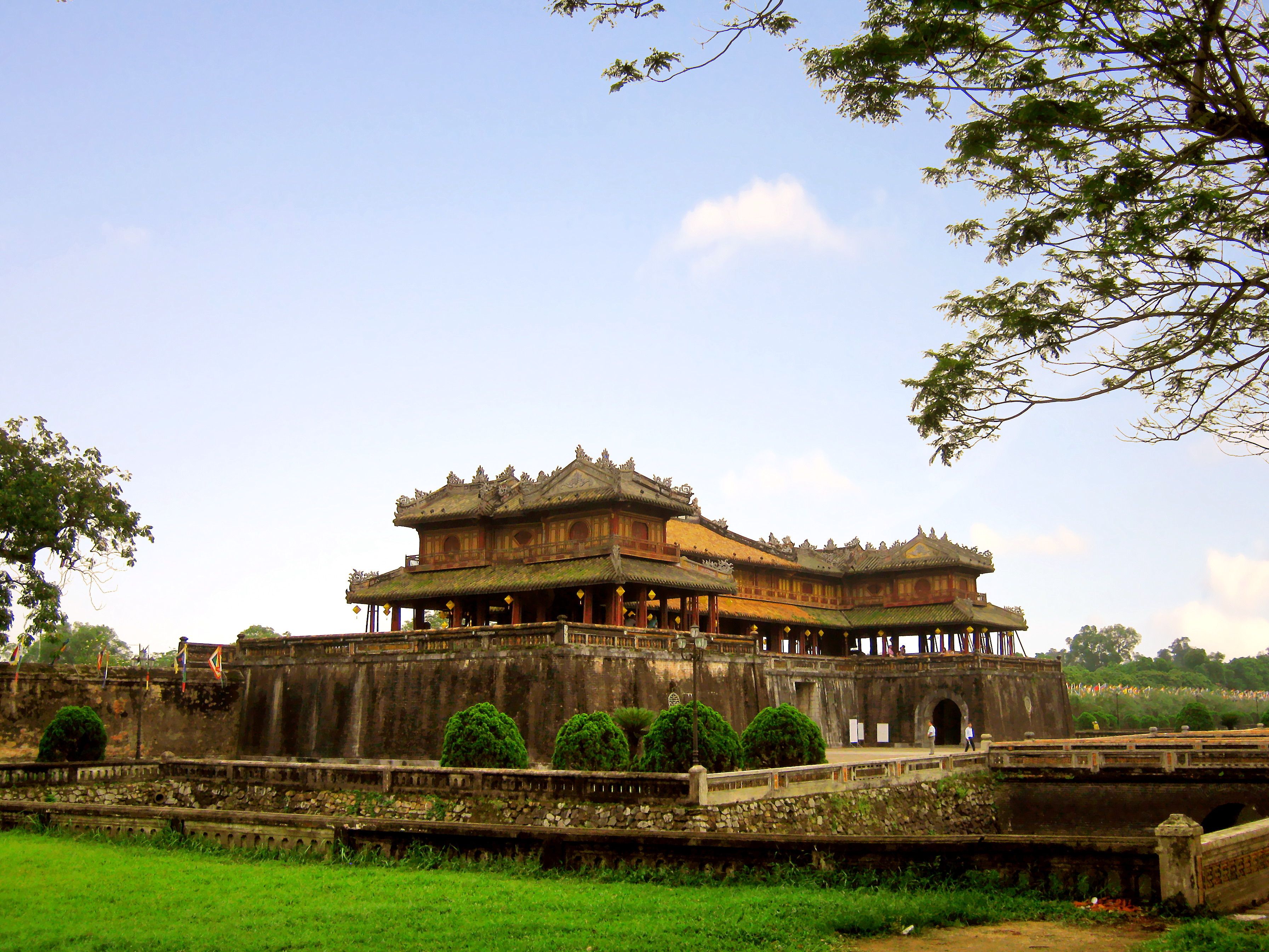
Hoàng thành Huế

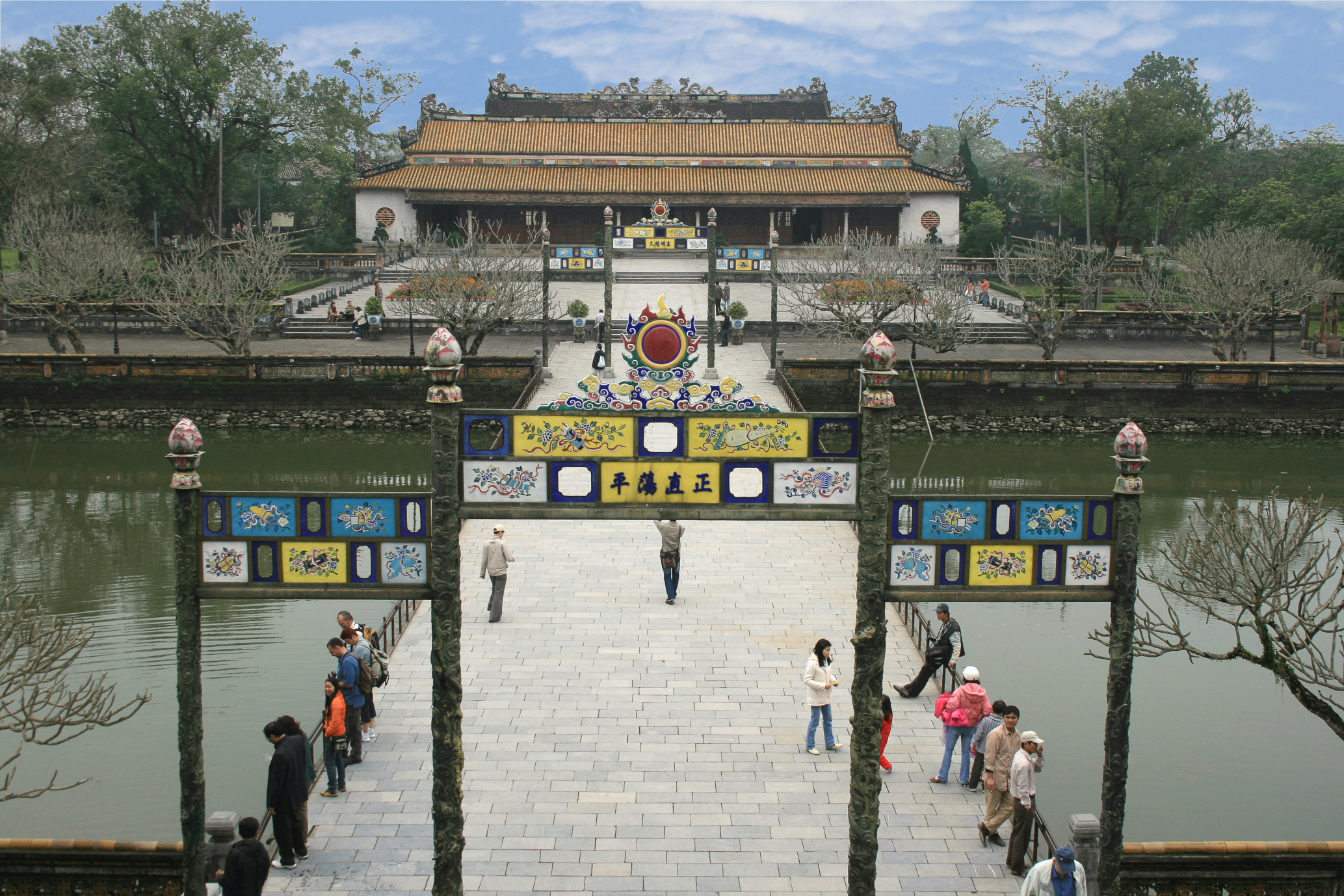
Điện Thái Hòa trong Hoàng thành

Là vòng thành thứ hai bên trong kinh thành Huế, nơi ở của vua và Hoàng gia, cũng là nơi làm việc của triều đình. Ngoài ra Hoàng thành Huế còn là nơi thờ tự tổ tiên và các vị vua nhà Nguyễn.
Hoàng Thành được xây dựng năm 1804, nhưng để hoàn chỉnh toàn bộ hệ thống cung điện với khoảng hơn 100 công trình thì phải đến thời vua Minh Mạng vào năm 1833, mọi việc mới được hoàn tất. Hoàng Thành có 4 cửa được bố trí ở 4 mặt, trong đó cửa chính (ở phía Nam) là Ngọ Môn.
Bên trong Hoàng thành có Điện Thái Hòa, là nơi thiết triều; khu vực các miếu thờ; và Tử Cấm thành - nơi ăn ở sinh hoạt của vua và hoàng gia. Người ta thường gọi chung Hoàng Thành và Tử Cấm Thành là Đại Nội.

### Tử Cấm thành

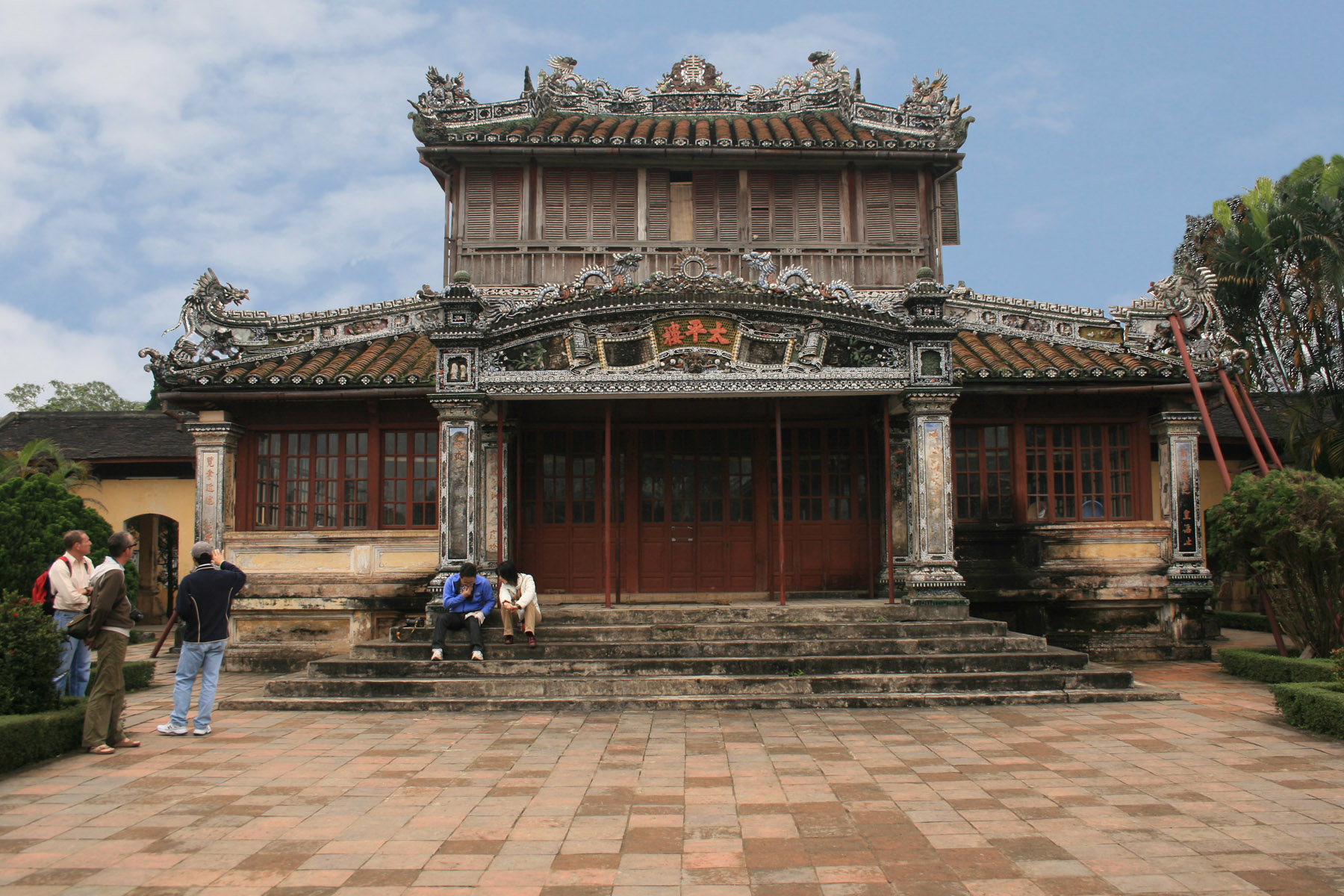
Thái Bình Lâu trong Tử cấm thành, nơi vua đọc sách

Là vòng thành trong cùng, nằm trong Hoàng thành. Tử Cấm thành nguyên gọi là Cung Thành, được khởi công xây dựng từ năm Gia Long thứ 2 (1803), năm Minh Mạng thứ 2 (1821) đổi tên thành Tử Cấm Thành.
Thành có hình chữ nhật, cạnh nam và bắc dài 341m, cạnh đông và tây dài 308m, chu vi 1298m. Ở mặt trước, phía nam là cửa chính là Đại Cung Môn. Mặt bắc có 2 cửa Tường Loan và Nghi Phụng, thời Bảo Đại, sau khi xây lầu Ngự Tiền Văn phòng mở thêm cửa Văn phòng. Mặt đông có hai cửa Hưng Khánh và Đông An, về sau lấp cửa Đông An, mở thêm cửa Duyệt Thị ở phía đông Duyệt Thị Đường. Mặt tây có 2 cửa: Gia Tường và Tây An. Bên trong Tử Cấm thành bao gồm hàng chục công trình kiến trúc với quy mô lớn nhỏ khác nhau, được phân chia làm nhiều khu vực. Hiện nay hầu hết các công trình trong Tử Cấm thành đều đã xuống cấp theo thời gian hoặc bị phá hủy do Việt Minh thực hiện tiêu thổ kháng chiến trong Chiến tranh Đông Dương năm 1947 và những thiệt hại sau trận Mậu Thân tại Huế năm 1968 trong Chiến tranh Việt Nam, bao gồm: điện Kiến Trung, điện Cần Chánh, điện Càn Thành, và nhiều dinh thự khác.

## Các di tích trong kinh thành

#### Kỳ Đài
Hay còn gọi là Cột Cờ, nằm chính giữa mặt nam của kinh thành Huế thuộc phạm vi pháo đài Nam Chánh cũng là nơi treo cờ của triều đình. Kỳ Đài được xây dựng vào năm Gia Long thứ 6 (1807) cùng thời gian xây dựng kinh thành Huế. Đến thời Minh Mạng, Kỳ Đài được tu sửa vào các năm 1829, 1831 và 1840.

#### Điện Long An

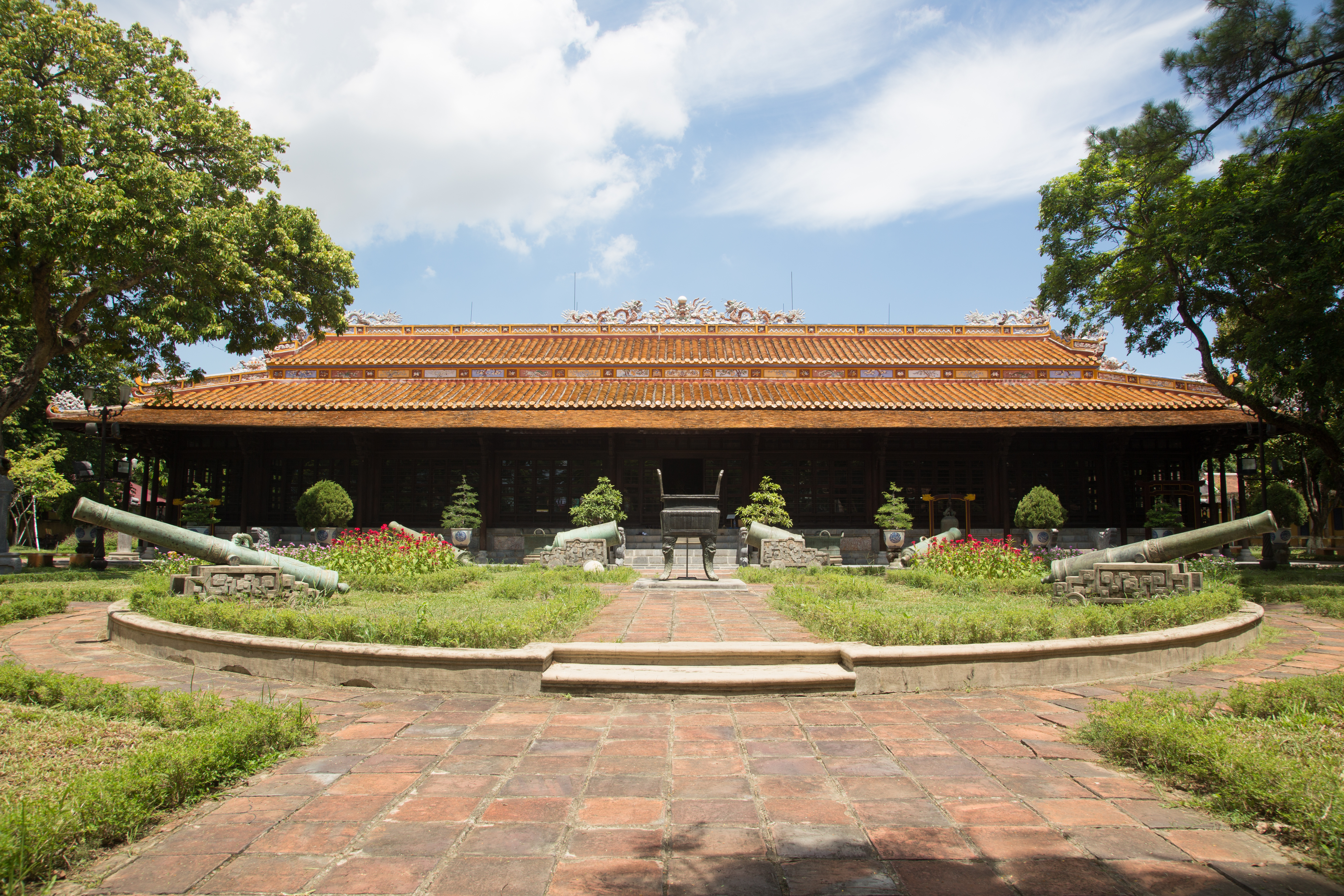
Điện Long An trước đây và hiện nay là Bảo tàng Cổ vật Cung đình Huế

Điện được xây dựng vào năm 1845, thời vua Thiệu Trị với tên gọi là Điện Long An trong cung Bảo Định, phường Tây Lộc (Huế) là nơi nghỉ của vua sau khi tiến hành lễ Tịch điền (cày ruộng) mỗi đầu xuân. Đây cũng là nơi vua Thiệu Trị thường đến nghỉ ngơi, đọc sách, làm thơ, ngâm vịnh.

#### Bảo tàng Mỹ thuật Cung đình Huế
Tại số 3, Lê Trực, Huế. Tòa nhà chính của viện bảo tàng chính là điện Long An xây năm 1845 dưới thời vua Thiệu Trị. Hiện bảo tàng trưng bày hơn 300 hiện vật bằng vàng, sành, sứ, pháp lam Huế, ngự y và ngự dụng, trang phục của hoàng thất nhà Nguyễn. Bảo tàng Mỹ thuật Cung đình Huế giúp người tham quan một cái nhìn tổng thể về cuộc sống cung đình Huế.

#### Đình Phú Xuân
Đình Phú Xuân được xây dựng nửa đầu thế kỷ XIX ở tổng Phú Xuân, huyện Hương Trà, tỉnh Thừa Thiên Huế; nay thuộc phường Tây Lộc, thành phố Huế, cách trung tâm thành phố 2 km về phía bắc.

#### Hồ Tịnh Tâm

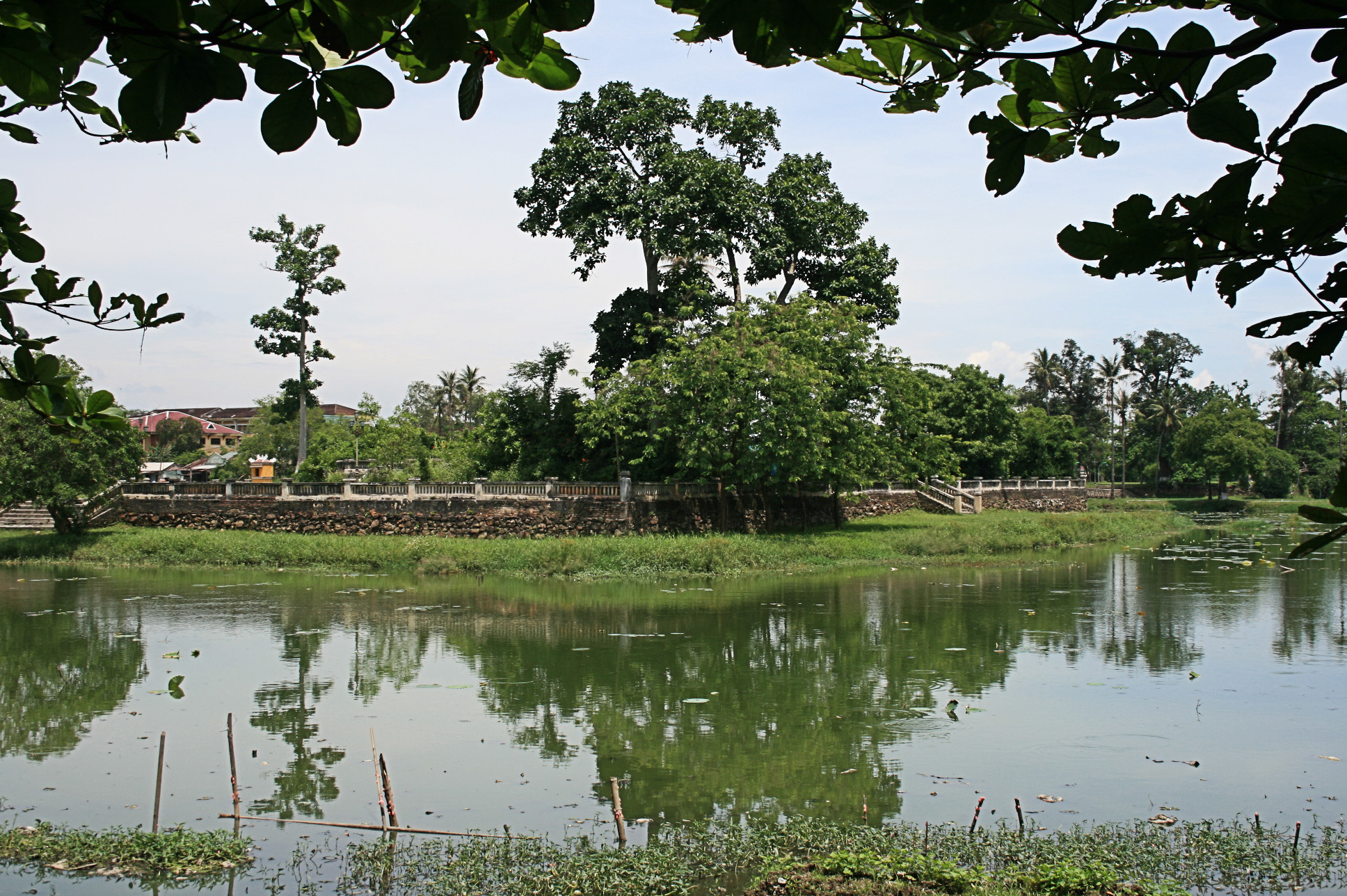
Hồ Tịnh Tâm

Hồ Tịnh Tâm là một di tích được kiến tạo dưới triều Nguyễn. Trước đây, hồ nguyên là vết tích của đoạn sông Kim Long chảy qua Huế. Đầu triều Gia Long, triều đình cho cải tạo một số đoạn sông và khơi dòng theo hướng khác để tạo thành Ngự Hà và hồ Ký Tế. Hai bãi nổi trong hồ này được dùng làm nơi xây dựng kho chứa thuốc súng và diêm tiêu. Năm Minh Mạng thứ 3 (1822), triều Nguyễn đã huy động tới 8000 binh lính tham gia vào việc cải tạo hồ. Năm 1838, vua Minh Mạng cho di dời hai kho sang phía đông, tái thiết nơi này thành chốn tiêu dao, giải trí và gọi là hồ Tịnh Tâm. Dưới thời vua Thiệu Trị đây được xem là một trong 20 cảnh đẹp đất Thần Kinh.

#### Tàng thư lâu

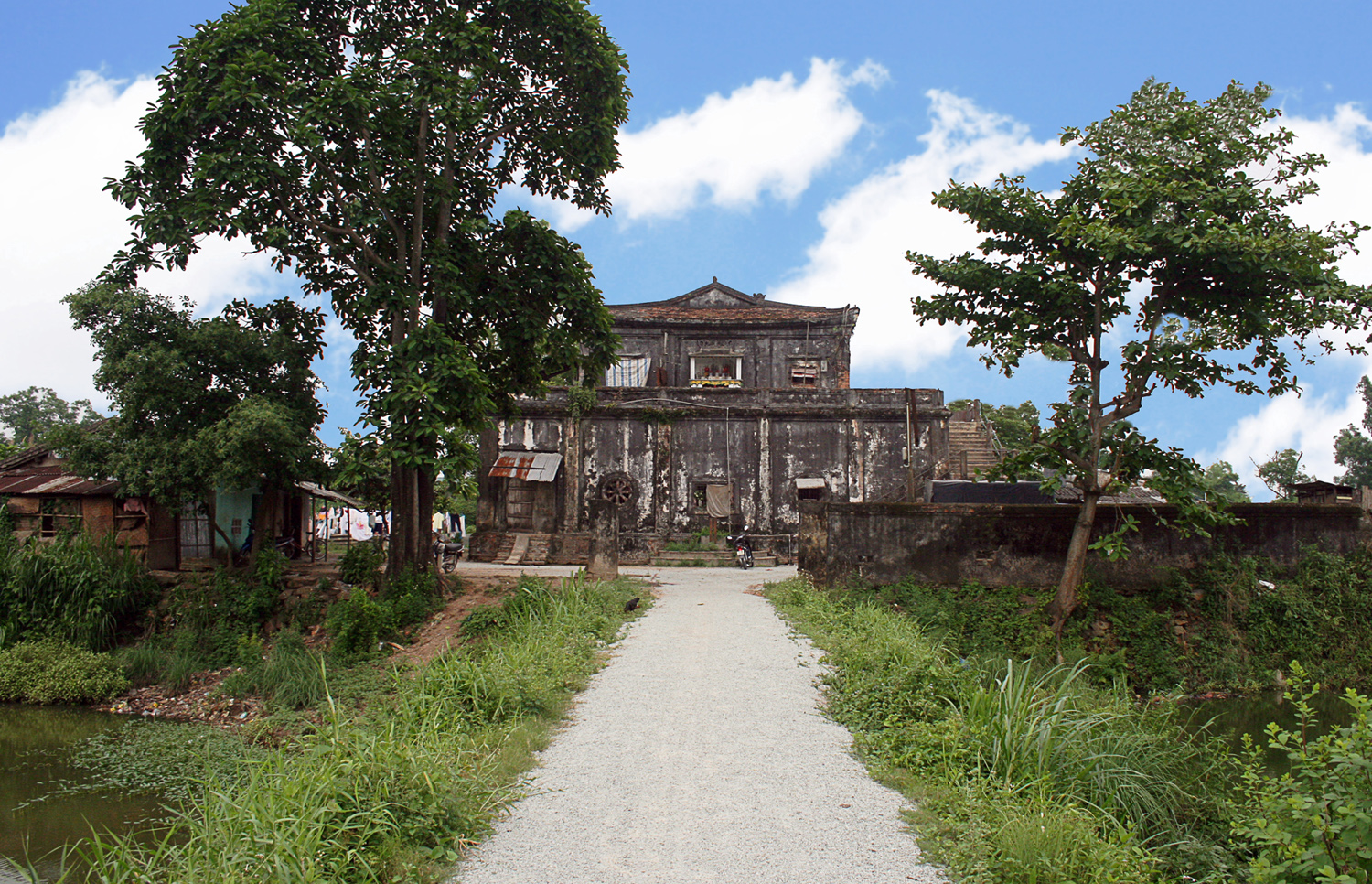
Tàng thư lâu

Tàng thư lâu được xây dựng năm 1825 trên hồ Học Hải trong kinh thành Huế, dùng làm nơi lưu các công văn cũ của cơ quan và lục bộ triều đình nhà Nguyễn. Đây có thể coi là một Tàng Kinh Các của Việt Nam dưới triều Nguyễn lưu trữ các tài liệu văn bản quý hiếm liên quan đến sinh hoạt của triều đình và biến đổi của đất nước. Chỉ riêng số địa bạ thời Gia Long và Minh Mạng lưu trữ ở đây đã lên đến 12.000 tập. Đây là nơi rất quan trọng trong việc chứa các tài liệu và địa bạ, giấy tờ quan trọng lúc bấy giờ.

#### Viện Cơ Mật - Tam Tòa
Là cơ quan tư vấn của nhà vua gồm bốn vị đại thần từ Tam Phẩm trở lên, là Đại học sĩ của các điện Đông Các, Văn Minh, Võ Hiển và Cần Chánh. Viện lúc đầu đặt ở nhà Tả Vu. Sau khi kinh đô thất thủ năm 1885 phải dời đi đến nhà của bộ Lễ, rồi bộ Binh, và cuối cùng là về chùa Giác Hoàng cùng với toà Giám Sát (của người Pháp) và Trực Phòng các bộ nên gọi là Tam Tòa. Hiện nay Tam Tòa nằm ở địa chỉ 23 Tống Duy Tân, thuộc phường Đông Ba, ở góc Đông-Nam bên trong kinh thành Huế, hiện là trụ sở của Trung tâm Bảo tồn Di tích Cố đô Huế.

#### Đàn Xã Tắc

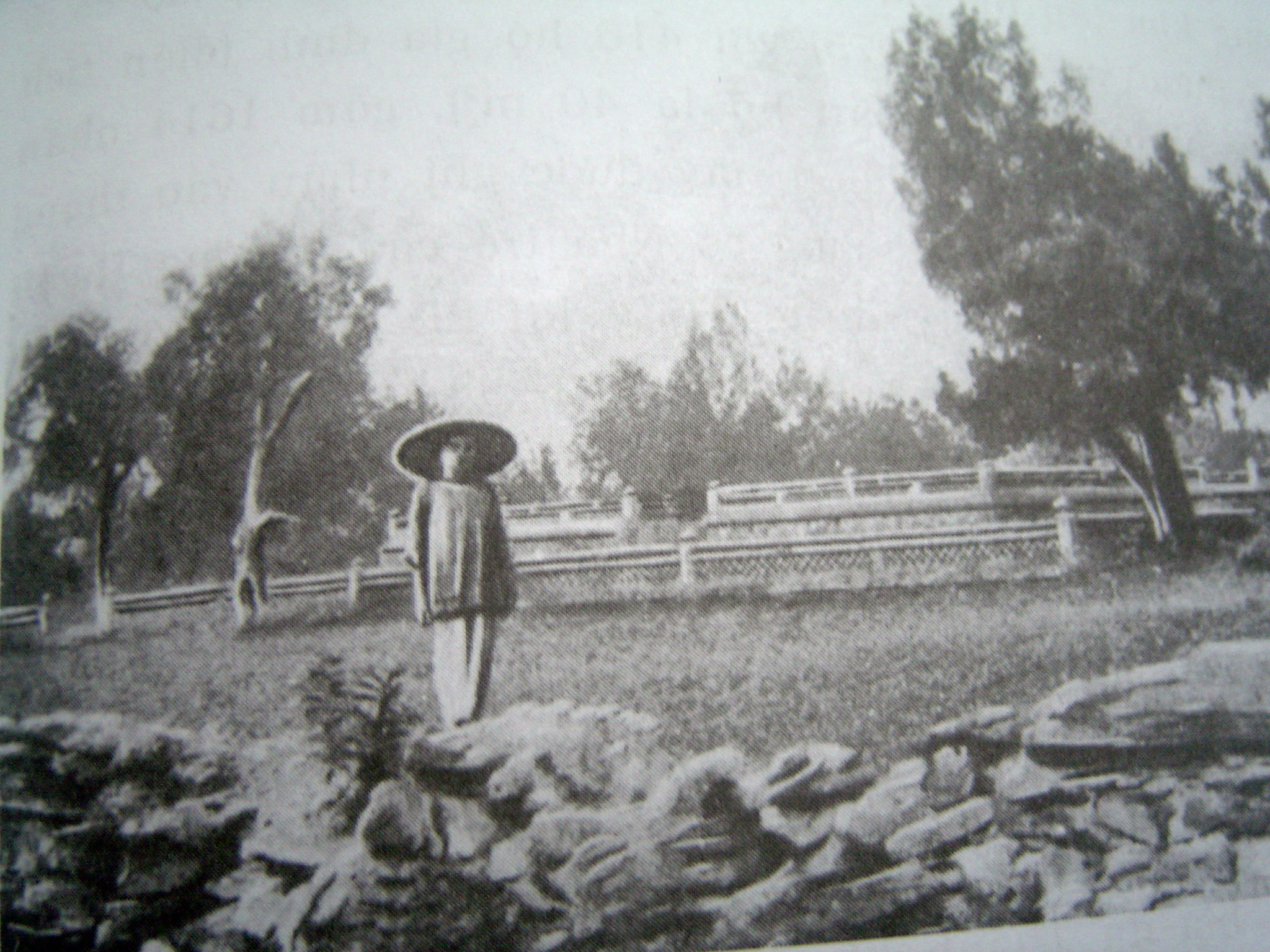
Đàn Xã Tắc Huế vào năm 1914

Đàn Xã Tắc được xây dưới thời vua Gia Long vào tháng 4 năm 1806 để tế cúng thần đất (xã) và thần ngũ cốc (tắc). Ví trí Đàn Xã Tắc hiện nay nằm tại phường Thuận Hòa, thành nội Huế, trong ô phố giới hạn bởi 4 mặt: mặt Bắc - đường: Ngô Thời Nhiệm, mặt Nam - đường Trần Nguyên Hãn, mặt Đông - đường Trần Nguyên Đán, mặt Tây - đường Nguyễn Cư Trinh.

#### Cửu vị thần công

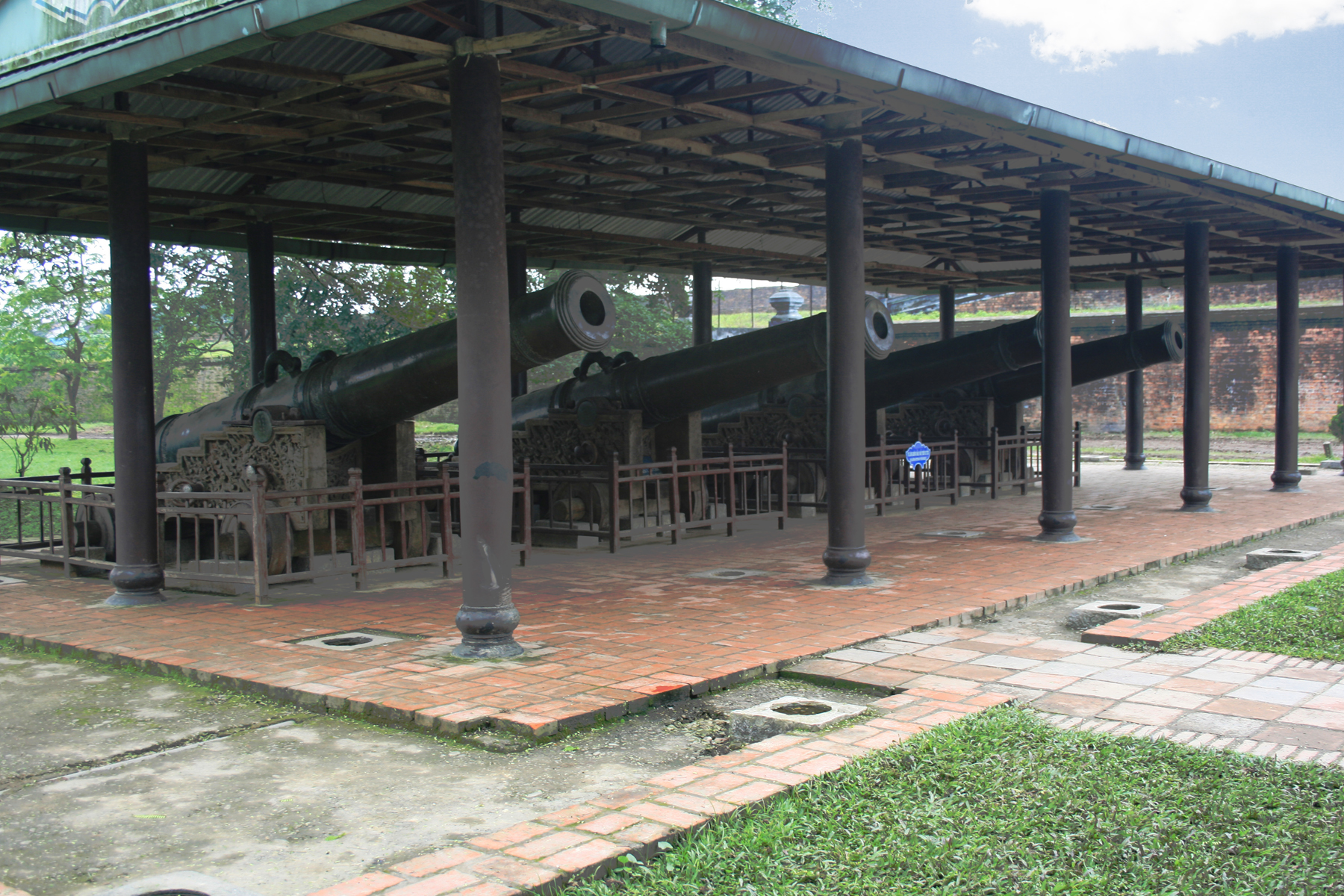
Bốn khẩu có tên Xuân, Hạ, Thu, Đông

Cửu vị thần công là tên gọi 9 khẩu thần công được các nghệ nhân Huế đúc dưới thời vua Gia Long. Sau khi đánh bại nhà Tây Sơn, khi lên ngôi, vua Gia Long liền cho các nghệ nhân đương thời tập trung tất cả chiến lợi phẩm là binh khí và vật dụng bằng đồng để đúc thành 9 khẩu thần công làm vật chứng cho chiến thắng vẻ vang của mình. Công việc đúc chính thức từ năm 1803 và hoàn thành vào năm 1804.

#### Các pháo đài
Các pháo đài được xây dựng nằm ở các eo bầu lồi ra ngoài dọc thân thành. Chúng được bố trí cách đều nhau, kèm theo là hệ thống tường bắn, pháo nhãn, xưởng súng, kho đạn, điếm canh... với tổng chiều dài hơn 11 km. Tường pháo đài bên trong đắp bằng đất, phía trong và phía ngoài được xây ốp bằng gạch vồ.
Toàn bộ vòng thành có cả thảy 24 pháo đài, bao gồm 5 pháo đài cho mỗi mặt thành và 4 pháo đài đặt ở bốn góc thành. Mỗi pháo đài được đặt tên riêng, chữ đầu của mỗi tên được lấy từ một trong 4 hướng Nam, Bắc, Đông, Tây. Ngoài ra, ở góc Đông Bắc còn có Trấn Bình đài, được xem là pháo đài thứ 25 của Kinh thành, được nối thông với Kinh thành qua một cửa gọi là Thái Bình môn.